# Тракошчан
Тракошчан (хорв. Trakošćan, нем. Schloss Trakošćan, венг. Trakostyán) — замок на северо-западе Хорватии, в Вараждинской жупании недалеко от границы Словении, примерно в 23 километрах от Крапины и 40 километрах от Вараждина на берегу одноимённого озера. Добраться до Тракошчана можно автобусом из Вараждина (около 10 раз в день, чуть более часа езды). 
Трашкочан впервые упоминается в письменных источниках в 1334 году; в конце XIV века им, видимо, владели графы Цельские. Маленькая крепость служила пропускным постом наблюдения за дорогой Птуй — Беднянская долина. С XVI века принадлежал роду Драшковичей. Двое из владельцев замка были банами Хорватии: Иван II Драшкович (1595—1608) и его сын Иван III Драшкович (1640—1648).
Нынешний замок построен в романтическом (неоготическом) стиле в 1840-52 гг. В 1944 году последний Драшкович его покинул и замок был национализирован.
В настоящее время в замке открыт музей с постоянной выставкой интерьера и оружия, а также портретов членов семейства Драшковичей. Замок окружает пейзажный парк с озером.